# František Martin Pecháček
František Martin Pecháček, také Pechatschek, Behatschek či Pechaczek (10. října 1763 Ústí nad Orlicí – 26. září 1816 Vídeň) byl český houslista a hudební skladatel.

## Život
Základní hudební získal ve své rodné obci. Ve studiu pokračoval u ředitele kůru P. Lamberta v Litomyšli a konečně ve Slezsku u Karla Ditterse z Dittersdorfu.
Ve svých dvaceti letech odešel do Vídně, kde pak působil až do konce svého života. Byl dirigentem divadelního orchestru v Divadle u korutanské brány (Theater am Kärntnertor). Získal pověst vynikajícího houslisty a oblíbeného autora tanečních skladeb, zejména ländlerů, menuetů a valčíků. V této oblasti je považován za přímého předchůdce Josefa Lannera a Johanna Strausse. U příležitosti návštěvy neapolského krále Ferdinanda I. ve Vídni v roce 1801 řídil s velkým úspěchem svůj balet Lesní víla.
Zemřel vyčerpáním 26. září 1816 ve Vídni, Esterházovské ulici, čp 419 a byl pohřben na dnes již zaniklém protestantském hřbitově Matzleinsdorf.
Jeho syn, František Pechatshek, se stal rovněž znamenitým houslistou a hudebním skladatelem, ale zcela se již asimiloval v německém prostředí.

## Dílo
Pecháček byl velmi plodným skladatelem. Kromě výše zmíněných tanců, kterých zkomponoval více než sto, byl autorem dvou velkých a deseti menších komických oper, třiceti baletů, dvanácti symfonií a značného množství chrámových a komorních skladeb.